# Piet Stevens
Petrus Antonius Josephus ("Piet") Stevens (Tilburg, 13 december 1897 – aldaar, 26 oktober 1970) was een Nederlands voetballer die als verdediger speelde. Stevens speelde voor Willem II en kwam in 1921 vijfmaal uit voor het Nederlands voetbalelftal.
Hij was bedrijfsleider bij steenfabriek Stevens & Co in Tilburg en werd in 1964 gedecoreerd in de Orde van Oranje Nassau. Stevens was in 1925 gehuwd met Catharina Wilhelmina Dikmans (1904-1988). 